# 洪文棟
洪文棟（1937年12月22日—2018年11月4日），臺灣知名骨科醫師，新光集團核心人物之一。其第一任妻子為第一屆中國小姐亞軍葉睦秋與第二任不知名以及第三任妻子歌仔戲演員楊麗花（上面前兩任妻子已經過世）
2018年11月4日，洪文棟因心臟病過世，享壽80歲。

## 書籍
| 年份           | 書名                      | 作者                   | 出版社   | ISBN               |
| 2008年12月22日 | 《團團圓圓 我的寶貝貓熊》 | 洪文棟、張和民、林美璱 | 時報文化 | ISBN 9789571349770 |